# Vizcondado de Valdelaguna
El vizcondado de Valdelaguna fue un título nobiliario español creado por el rey Felipe V de España en fecha desconocida de 1725 en favor de Juan Bautista de Orendáin y Azpilicueta, primer secretario de Estado y del Despacho Universal, por su acierto en el ajuste en la Paz de Viena.
El título de vizconde de Valdelaguna se concedió como previo al de marqués de la Paz.

## Denominación
Su nombre hace referencia a la localidad del Valle de Valdelaguna, en la provincia de Burgos.

## Vizcondes de Valdelaguna
|                       | Titular                                 | Periodo               |
| Creación por Felipe V | Creación por Felipe V                   | Creación por Felipe V |
| --------------------- | --------------------------------------- | --------------------- |
| I                     | Juan Bautista de Orendáin y Azpilicueta | 1725-1725             |
| Título extinto        |                                         |                       |

## Historia de los vizcondes de Valdelaguna
- Juan Bautista de Orendáin y Azpilicueta (1683-1734),[1] I vizconde de Valdelaguna y luego I marqués de la Paz, comenzó su carrera a los diecisiete años en 1700 como paje de bolsa del secretario de Estado y del Despacho marqués de Grimaldo que fue su padrino en la Administración de Felipe V, promovido en 1705 a oficial de la Secretaría de Nueva España del Real Consejo de Indias, en 1706 fue brevemente oficial de la Tesorería Mayor de Guerra, oficial de la Secretaría del Despacho de Guerra y Hacienda en 1706, secretario del Rey Felipe V, secretario de la Junta de Hacienda del Consejo de Indias en 1714, oficial de la Secretaría de Estado y del Despacho Universal en 1715, oficial de la Secretaría del Perú del Consejo de Indias en 1719, oficial primero de la Secretaría de Estado y del Despacho Universal en 1721, secretario de la Reina Isabel de Farnesio desde 1724 en sustitución de su mentor el marqués de Grimaldo, primer secretario de Estado y del Despacho Universal en 1724 durante el breve reinado de Luis I, ese mismo año vuelve al trono Felipe V y le nombra secretario de Estado y del Despacho de Hacienda y superintendente general de la Real Hacienda hasta 1726, en este cargo firma el Tratado de Viena de 1725 por el que el Emperador Carlos VI renunció definitivamente a sus derechos a la Corona de España tras la Guerra de Sucesión y Felipe V le reconoció la soberanía sobre los Países Bajos y los estados italianos, en 1726 vuelve a ser nombrado primer secretario de Estado y del Despacho Universal, cargo en el que permanece hasta su muerte en 1734, consejero del Consejo de Estado desde 1727, notario mayor del Reino desde 1728, firmó el Tratado de Sevilla en 1729 tras la guerra anglo-española de 1727 a 1729 por la que los ingleses intentaron hacerse con la ciudad de Portobelo y los españoles trataron de recuperar Gibraltar, teniente general de Caballería,[2] diputado general de Guipúzcoa en la Junta General de la Provincia celebrada en Azcoitia en 1707, alcalde de la villa de Segura en Guipúzcoa en 1707, juez de alzadas en 1708 y 1725 y alcalde de la Santa Hermandad en 1722 de la villa toledana de Yepes, alcalde de la Universidad de Aya en Guipúzcoa en 1716 y 1728, caballero y comendador de Segura de la Sierra de la Orden de Santiago,[3] caballero y canciller de la Orden del Espíritu Santo de Francia.

1. Casó con Hipólita Teresa Casado y Sendín. Con sucesión extinguida.

## Nota
Al ser un vizcondado previo no puede considerarse un título nobiliario, ya que nunca fue considerado como tal. 
Su concesión fue un puro trámite administrativo que se extinguió al otorgarse el título de marqués de la Paz.